# Silene nutans
La silene ciondola (Silene nutans L.) è una pianta della famiglia delle Cariofillacee.

## Descrizione
Silene nutans è una pianta erbacea perenne. 
Arriva ad un'altezza di 25–80 cm e ha un apparato radicale fittonante legnoso.
Le foglie, spatolate raggiungono i 75 mm di lunghezza, ed hanno un lungo picciolo; le foglie superiori sono lanceolate, subsessili e acute, ricoperte da una sottile peluria.
I fiori sono 18 mm X 12 mm, penduli e vischiosi. I petali sono bianchi o rosacei e sono divisi in due lobi stretti. Ogni fiore rimane aperto per tre notti; per prevenire l'autoimpollinazione la prima notte presenta una spira di stami, la seconda un'altra spira di stami e la terza tre stili. I semi, reniformi, misurano 10–22 mm.

## Biologia
S. nutans fiorisce di notte e produce un profumo intenso che attira gli impollinatori, per lo più falene. La composizione chimica dell'aroma comprende acetato di benzile e benzaldeide.
S. nutans è spesso ospite delle larve, minatrici fogliari, della falena Coleophora galbulipennella.

## Distribuzione e habitat
Silene nutans è comune in tutt'Europa e in gran parte dell'Asia; è stata introdotta in Nord America ed è nota con il nome di Eurasian catchfly.
Silene nutans è molto comune nei prati ad Arrhenatherum elatius.
Silene nutans è una specie originaria delle steppe, ai margini del suo areale si può trovare con diffusione discontinua in ambienti xerici, come prati e aree rocciose ai margini del bosco sia in ambienti acidi che basici (pH 3.8–8.0). All'estremo del suo areale verso nord S. nutans si trova in scogliere in riva al mare.

## Nottingham
Il nome inglese Nottingham catchfly fa riferimento alla presenza di Silene nutans sulle mura del Castello di Nottingham, ed è stata scelta per rappresentare la corona di Nottingham.